# 테드 킹
테드 킹(Ted King, 1965년 10월 1일 ~ )은 미국의 배우이다.

## 출연 작품
- 마이 디너 위드 허브 (2018)
- 더 굿 네이버 (2016)
- 샤우팅 시크릿 (2011)
- 프리즌 브레이크 시즌1 (2005)
- 마피아와 그의 아들 (2003)
- 임포스터 (2001)
- 블레이드 (1998)
- 참드 (1998)
- X 파일 - 미래와의 전쟁 (1998)
- 하이웨이맨 (1987)